# Bothrops colombianus
Bothrops colombianus este o specie de șerpi din genul Bothrops, familia Viperidae, descrisă de Hialmar Rendahl și Vestergren 1940. Conform Catalogue of Life specia Bothrops colombianus nu are subspecii cunoscute.